# Landwirtschaftliche Wertschöpfungskette
Das Konzept der landwirtschaftlichen Wertschöpfungskette, auch agrarische Wertschöpfungskette, wird seit Beginn des Jahrtausends vor allem von denjenigen angewendet, die in der landwirtschaftlichen Entwicklung in den Entwicklungsländern tätig sind. Obwohl es keine allgemein akzeptierte Definition des Begriffs gibt, bezieht er sich in der Regel auf die gesamte Palette von Waren und Dienstleistungen, die erforderlich sind, damit ein Agrarprodukt vom Betrieb zum Endverbraucher oder Verbraucher gelangt.

## Hintergrund

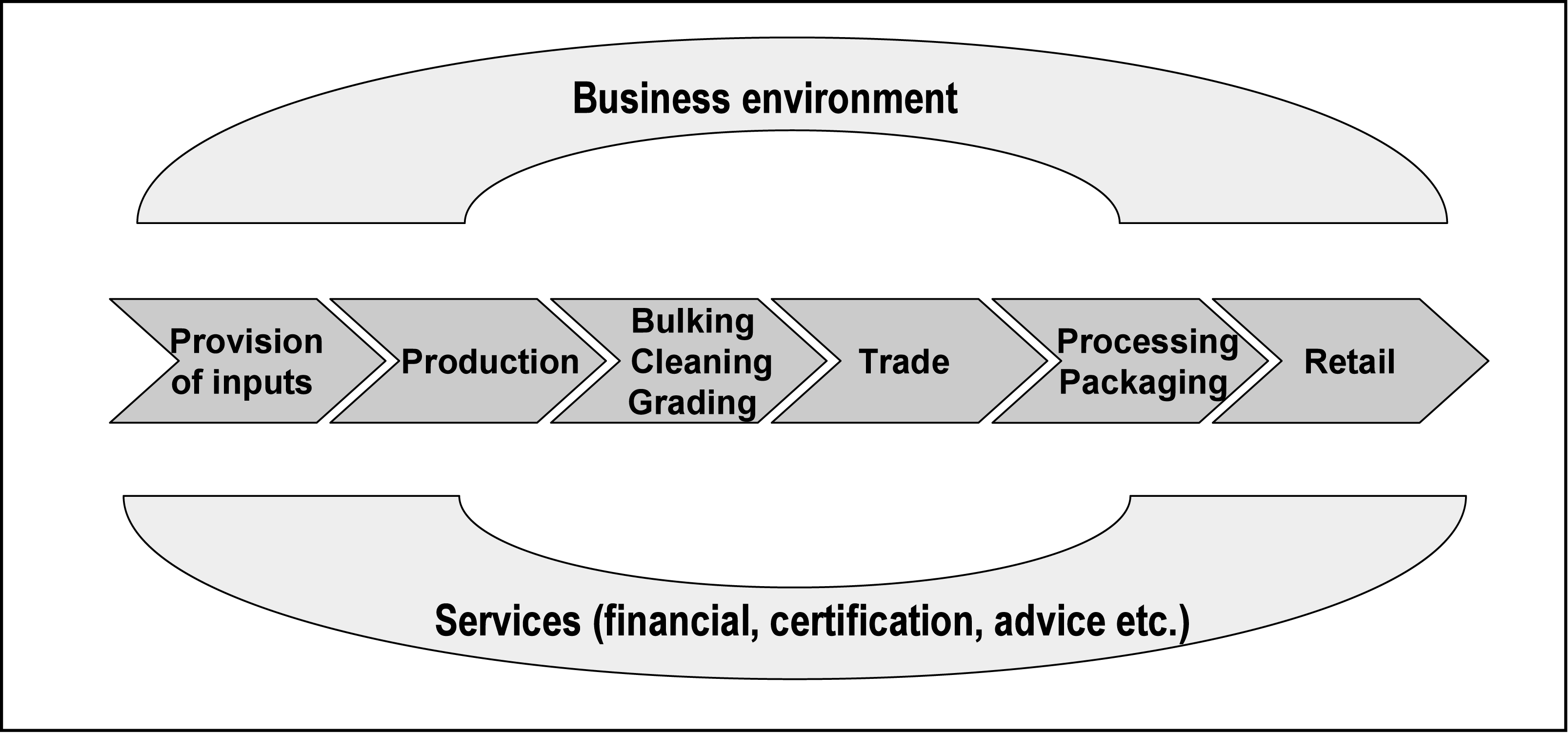
Darstellung der Wertschöpfungskette

Der Begriff Wertschöpfungskette wurde erstmals in einem 1985 von Michael Porter herausgegebenen Buch populär gemacht, der damit veranschaulicht, wie Unternehmen das, was er „Wettbewerbsvorteil“ nannte, durch Wertschöpfung innerhalb ihrer Organisation erreichen konnten. Anschließend wurde der Begriff für landwirtschaftliche Förderzwecke übernommen und ist inzwischen bei den in diesem Bereich Tätigen sehr in Mode gekommen, wobei eine wachsende Zahl von bi- und multilateralen Hilfsorganisationen ihn zur Orientierung ihrer Entwicklungsmaßnahmen nutzen.
Im Mittelpunkt des Konzepts der landwirtschaftlichen Wertschöpfungskette steht die Idee von Akteuren, die entlang einer Kette verbunden sind, die durch eine Reihe von Aktivitäten Waren produziert und an die Verbraucher liefert. Diese „vertikale“ Kette kann jedoch nicht isoliert funktionieren und ein wichtiger Aspekt des Wertschöpfungsansatzes ist, dass sie auch „horizontale“ Auswirkungen auf die Kette berücksichtigt, wie beispielsweise Input- und Finanzierungsangebote, Erweiterungsunterstützung und das allgemeine Umfeld. Der Ansatz wurde insbesondere von den Gebern als nützlich erachtet, da er zu einer Berücksichtigung all jener Faktoren geführt hat, die sich auf die Fähigkeit der Landwirte auswirken, einen gewinnbringenden Marktzugang zu erhalten, was zu einem breiteren Spektrum an Ketteninterventionen führt. Es wird sowohl für die Modernisierung bestehender Ketten als auch für die Geber genutzt, um Marktchancen für Kleinbauern zu identifizieren.

## Definitionen
Es gibt keine allgemein anerkannte Definition dessen, was unter landwirtschaftlichen Wertschöpfungsketten zu verstehen ist. Tatsächlich verwenden einige Agenturen den Begriff ohne eine praktikable Definition oder Definition und definierten die laufenden Aktivitäten einfach als „Wertschöpfungskette“ neu, als der Begriff in Mode kam. Zu den veröffentlichten Definitionen gehören die der Weltbank, „der Begriff Wertschöpfungskette beschreibt die gesamte Bandbreite der wertschöpfenden Aktivitäten, die erforderlich sind, um ein Produkt oder eine Dienstleistung durch die verschiedenen Phasen der Produktion zu bringen, einschließlich der Beschaffung von Rohstoffen und anderen Inputs“, UNIDOs „Akteure, die entlang einer Kette verbunden sind, die Waren und Dienstleistungen produziert, transformiert und durch eine Reihe von Aktivitäten zum Endverbraucher bringt“, und CIATs „ein strategisches Netzwerk unter einer Reihe von Wirtschaftsorganisationen“.
Ohne eine universelle Definition wird der Begriff „Wertschöpfungskette“ nun verwendet, um eine Reihe von Arten von Ketten zu bezeichnen, darunter:
- Ein internationaler oder regionaler Rohstoffmarkt. Beispiele dafür sind „die globale Baumwoll-Wertschöpfungskette“, „die südafrikanische Mais-Wertschöpfungskette“ oder „die brasilianische Kaffeewertschöpfungskette“;
- Ein nationaler oder lokaler Rohstoffmarkt oder Agrarmarketing wie „die ghanaische Tomaten-Wertschöpfungskette“ oder „die Accra-Tomaten-Wertschöpfungskette“;
- Eine Lieferkette, die beide der oben genannten Punkte abdecken kann;
- Eine erweiterte Lieferkette oder ein erweiterter Marketingkanal, der alle Aktivitäten umfasst, die zur Herstellung des Produkts erforderlich sind, einschließlich Informationen/Erweiterung, Planung, Input-Versorgung und Finanzen. Es ist wahrscheinlich die häufigste Verwendung des Begriffs der Wertschöpfungskette;
- Eine spezielle Kette, die auf die Bedürfnisse eines oder einer begrenzten Anzahl von Käufern zugeschnitten ist. Diese Nutzung, die dem Konzept von Porter wohl am treuesten entspricht, betont, dass eine Wertschöpfungskette darauf abzielt, den Wert für alle Akteure zu erfassen, indem sie Aktivitäten durchführt, um die Nachfrage der Verbraucher oder eines bestimmten Einzelhändlers, Verarbeiters oder Gastronomieunternehmens, das diese Verbraucher beliefert, zu befriedigen. Die Aufmerksamkeit wird auf die Bedürfnisse als Quelle des Wertes ausgerichtet.

## Methoden der Wertschöpfungskette
Geber und andere, die die landwirtschaftliche Entwicklung unterstützen, wie z. B. GIZ, ILO und UNIDO, haben eine Reihe von Dokumenten erstellt, die ihren Mitarbeitern und anderen bei der Bewertung von Wertschöpfungsketten helfen sollen, um über die am besten geeigneten Maßnahmen zur Aktualisierung bestehender oder zur Förderung neuer Ketten zu entscheiden. Die Anwendung der Wertschöpfungsanalyse wird jedoch von verschiedenen Organisationen unterschiedlich interpretiert, mit möglichen Auswirkungen auf ihre Entwicklungswirkung. Die Verbreitung von Leitfäden hat in einem Umfeld stattgefunden, in dem sich die wichtigsten konzeptionellen und methodischen Elemente der Wertschöpfungsanalyse und -entwicklung noch entwickeln. Viele dieser Leitfäden enthalten nicht nur detaillierte Verfahren, die von Experten zur Durchführung der Analyse benötigt werden, sondern verwenden auch detaillierte quasi-akademische Methoden. Eine solche Methodik ist der Vergleich derselben Wertschöpfungskette im Zeitverlauf (eine Vergleichs- oder Panelstudie), um Veränderungen in politischer Rente, Governance, systemischer Effizienz und dem institutionellen Rahmen zu bewerten.

## Die Verknüpfung von Landwirten mit Märkten
Eine wichtige Teilmenge der Wertschöpfungsentwicklung befasst sich mit der Art und Weise, wie Produzenten mit Unternehmen und damit mit den Wertschöpfungsketten verbunden werden können. Es gibt zwar Beispiele für voll integrierte Wertschöpfungsketten, die keine Kleinbauern einbeziehen (z. B. Unilever betreibt Teesiedlungen und Teeverarbeitungsanlagen in Kenia und mischt und verpackt den Tee in Europa, bevor er als Lipton, Brooke Bond oder PG Tips Marken) verkauft wird, der Großteil der landwirtschaftlichen Wertschöpfungsketten umfasst den Verkauf an Unternehmen von unabhängigen Bauern. Diese Vereinbarungen beinhalten häufig Vertragsanbau, bei denen sich der Landwirt verpflichtet, vereinbarte Mengen einer Kultur oder eines tierischen Erzeugnisses auf der Grundlage der Qualitätsstandards und Lieferanforderungen des Käufers zu liefern, oft zu einem im Voraus festgelegten Preis. Unternehmen vereinbaren oft auch, den Landwirt durch Inputversorgung, Landaufbereitung, Erweiterungsberatung und Transport von Produkten zu ihren Räumlichkeiten zu unterstützen.

## Inklusive Wertschöpfungsketten
Die Arbeit zur Förderung der Marktverflechtungen in Entwicklungsländern basiert oft auf dem Konzept der „inklusiven Wertschöpfungsketten“, bei dem es in der Regel darum geht, Möglichkeiten zu identifizieren, wie Kleinbauern in bestehende oder neue Wertschöpfungsketten integriert werden können oder mehr Wert aus der Kette ziehen können, entweder durch Effizienzsteigerung oder auch durch Aktivitäten im weiteren Verlauf der Kette. In den verschiedenen Publikationen zum Thema ist die Definition von „Inklusion“ oft ungenau, da oft unklar ist, ob das Entwicklungsziel darin besteht, alle Landwirte einzubeziehen oder nur diejenigen, die die Chancen am besten nutzen können.

## Finanzierung der landwirtschaftlichen Wertschöpfungskette
Die landwirtschaftliche Wertschöpfungskette Finanzierung befasst sich mit den Geldflüssen zu und innerhalb einer Wertschöpfungskette, um die Bedürfnisse der Kettenakteure nach Finanzen zu decken, Verkäufe zu sichern, Inputs oder Produkte zu kaufen oder die Effizienz zu verbessern. Die Untersuchung des Potenzials für die Wertschöpfungskette beinhaltet einen ganzheitlichen Ansatz zur Analyse der Kette, der darin tätigen Personen und ihrer Verflechtungen. Diese Verknüpfungen ermöglichen es, dass die Finanzierung durch die Kette fließt. So können beispielsweise den Landwirten Inputs zur Verfügung gestellt werden und die Kosten können direkt bei der Lieferung des Produkts erstattet werden, ohne dass die Landwirte ein Darlehen von einer Bank oder einer ähnlichen Institution erhalten müssen. Dies ist bei Vertragsanbau üblich. Zu den Arten der Wertschöpfungskette gehören die Produktfinanzierung durch Händler- und Vorlieferantenkredite oder Kredite, die von einer Vertriebsgesellschaft oder einer Führungsgesellschaft bereitgestellt werden. Zu den sonstigen Finanzinstrumenten aus Lieferungen und Leistungen gehören Forderungsfinanzierungen, bei denen die Bank Mittel gegen eine Abtretung künftiger Forderungen gegen den Käufer bereitstellt, und Factoring, bei denen ein Unternehmen seine Forderungen mit einem Abschlag verkauft. Ebenfalls unter die Wertschöpfungskette fallen die Besicherung von Vermögenswerten, beispielsweise auf Basis von Lagereingaben, und die Risikominderung, wie Forward Contracting, Futures und Versicherungen.

## Der Einsatz von IKT in der Wertschöpfungskette
Informations- und Kommunikationstechnologien für die Entwicklung oder IKT, sind zu einem wichtigen Instrument zur Förderung der Effizienz der landwirtschaftlichen Wertschöpfungskette geworden. Vor allem der Einsatz mobiler Technologien hat rasant zugenommen. Die Preise für IKT-Dienstleistungen sinken und die Technologien werden für viele Menschen in Entwicklungsländern immer erschwinglicher. Anwendungssoftware kann Landwirte direkt durch SMS-Nachrichten unterstützen. Beispiele sind iCow, entwickelt in Kenia, das Auskunft über die Trächtigkeitszeit, die künstliche Besamung der Kühe und die Pflege gibt. Anwendungen wie M-Pesa können den Zugang zu mobilen Zahlungsdiensten für einen großen Teil derjenigen ohne Banken unterstützen und damit Transaktionen in der Wertschöpfungskette erleichtern. Weitere Anwendungen wurden entwickelt, um die Bereitstellung von Ernteversicherungen durch Input-Händler zu fördern, z. B.
Die IKT werden auch eingesetzt, um die Kapazitäten der landwirtschaftlichen Beratungsdienste und Mitarbeitern der Nichtregierungsorganisationen zu stärken, um die Landwirte mit aktuellen und genauen Informationen zu erreichen und gleichzeitig zur Erfassung von Daten aus dem Feld beizutragen. Das Programm des Community Knowledge Worker (CKW) der Grameen Foundation ist ein Beispiel. Landwirtschaftsvertreter sind geschult, IKT-Anwendungen auf einem Smartphone zu nutzen, um landwirtschaftliche Informationen und Unterstützung bei der Erweiterung bereitzustellen. Die meisten Marktpreisinformationen werden den Landwirten heute per SMS zugestellt. Im weiteren Verlauf der Kette bieten Technologien erhebliche Möglichkeiten zur Verbesserung der Rückverfolgbarkeit, was mit zunehmender Bedeutung der Zertifizierung besonders relevant ist. Bei Bedarf können viele Exporteure nun Sendungen bis zu einzelnen Landwirten zurückverfolgen und notwendige Maßnahmen ergreifen, um Probleme zu lösen. Schließlich unterstützen Systeme wie eRails, die vom Forum für Agrarforschung in Afrika gefördert werden, auch Agrarforscher durch Datenerhebung und -analyse sowie Zugang zu aktuellen Forschungspublikationen.

## Förderliche Rahmenbedingungen
Wie bei allem landwirtschaftlichen Wachstum scheinen zwei Dinge für eine erfolgreiche Entwicklung der Wertschöpfungskette entscheidend zu sein: die Schaffung des richtigen Umfelds für die Landwirtschaft und Investitionen in ländliche öffentliche Güter. Ein günstiges Umfeld setzt Frieden und öffentliche Ordnung, makroökonomische Stabilität, Inflation unter Kontrolle, Wechselkurse voraus, die auf Marktgrundlagen und nicht auf der staatlichen Zuteilung von Devisen basieren, vorhersehbare Steuern, die in öffentliche Güter und Eigentumsrechte reinvestiert werden. Es besteht ein positiver Zusammenhang zwischen dem landwirtschaftlichen Wachstum und den Investitionen in Bewässerung, Verkehrsinfrastruktur und andere Technologien. Die Regierungen haben eine Verantwortung für die Bereitstellung wesentlicher Güter und Dienstleistungen, Infrastrukturen, wie ländliche Straßen, sowie landwirtschaftliche Forschung und Beratung. Die Entwicklung der Wertschöpfungskette wird oft durch Korruption behindert, sowohl auf hohem Niveau als auch an den allgegenwärtigen Straßensperren in vielen Ländern, insbesondere in Afrika. Viele Maßnahmen zur Verbesserung der Wertschöpfungsketten erfordern die Zusammenarbeit zwischen einer Vielzahl von verschiedenen Ministerien, was schwer zu erreichen sein kann.